# Via Val di Montone
Via Val di Montone è una strada del centro storico di Siena, in Toscana.
La strada si trova nel terzo di San Martino e costituisce il cuore della contrada di Valdimontone. Mette in collegamento la piazza Alessandro Manzoni, sulla sinistra della basilica dei Servi, con via Roma nei pressi dell'ex ospedale psichiatrico di San Niccolò. 

## Storia
Il toponimo Montone è ricordato per la prima volta nel 1043, dove è menzionato un fossato posto suptus de Montone. Nel 1062 si legge di un terreno ubicato in vico de Montone, mentre nel 1065 di una petia de terra in Vico et Valle de Montone. La menzione di un vero e proprio castello, il Castrum Montonis, appare invece nel 1084. Il toponimo, sin dal XI secolo, indicava quindi l'area posta nei pressi dell'attuale basilica dei Servi, dove originariamente sorgeva l'antica chiesa di Sant'Angiolo a Montone: con questo nome ci si riferiva quindi sia all'altura, che al castello, alla chiesa, a un villaggio e all'intera valle che scendeva poi verso sud.
Il castello di Montone è menzionato come luogo leggendario e perduto da Orlando Malavolti nella sua Historia de Siena del XVI secolo; secondo il Malavolti, la costruzione di Castel Montone dovette essere coeva a quella di Castelvecchio, fondati da due capitani al servizio di Porsenna, leggenda che ricorda quella di Montorio e di Camelio, i mitici fondatori della casata Piccolomini secondo il loro biografo Alessandro Rocchigiani. Si tratta di ricostruzioni fantasiose e celebrative sorte in età moderna (come la leggenda di Senio e Ascanio). Tuttavia, sappiamo per certo che nel 1165 fu console di Siena un Piccolomo di Montone, quindi la famiglia dovette avere realmente un qualche legame con questo luogo.

## Descrizione
La strada ha inizio dal lato sinistro della basilica di San Clemente in Santa Maria dei Servi, che affaccia sua piazza Alessandro Manzoni. Proseguendo si raggiunge un piccolo spiazzo dove si trovano l'oratorio della Compagnia della Santissima Trinità, oratorio della contrada dal 1661 al 1742, e poi di nuovo dal 1974, e il museo della contrada di Valdimontone, realizzato nei locali dell'ex sala capitolare e cappella della Madonna nel 1997, su progetto di Giovanni Michelucci. Nel medesimo spiazzo, si trova un edificio dove è apposta una lapide che ricorda il soggiorno di Giuseppe Garibaldi, ospite di Raffaello Cantucci, il 15 agosto 1867. Qui ha sede anche il Santa Chiara Lab, centro di innovazione interdisciplinare dell'Università di Siena.
Attraverso una scalinata ad ampi gradoni si raggiunge la sezione più bassa della strada, già nota come "piazzetta della Commenda" per la presenza della chiesa commendatizia di San Leonardo. In precedenza, al posto della scala si trovava un viottolo sterrato noto come "costa del Montone", che proseguiva oltre la "costa della Commenda" fino alla "stradone di Porta Romana". Sulla sinistra, vi si immette la via delle Cantine.
In angolo con via Roma, di fianco alla chiesa di San Leonardo, si affaccia la parte posteriore del grosso edificio già proprietà della Società di esecutori di pie disposizioni di Siena, dal 1983 sede del Museo Bologna-Buonsignori. Sulla sinistra, prima di giungere in via Roma, si trovano una lapide in ricordo del garibaldino Giovanni Sartini, qui nato nel 1837, e, in angolo, un tabernacolo di fine XVIII secolo con bassorilievo raffigurante l'adorazione dei pastori.

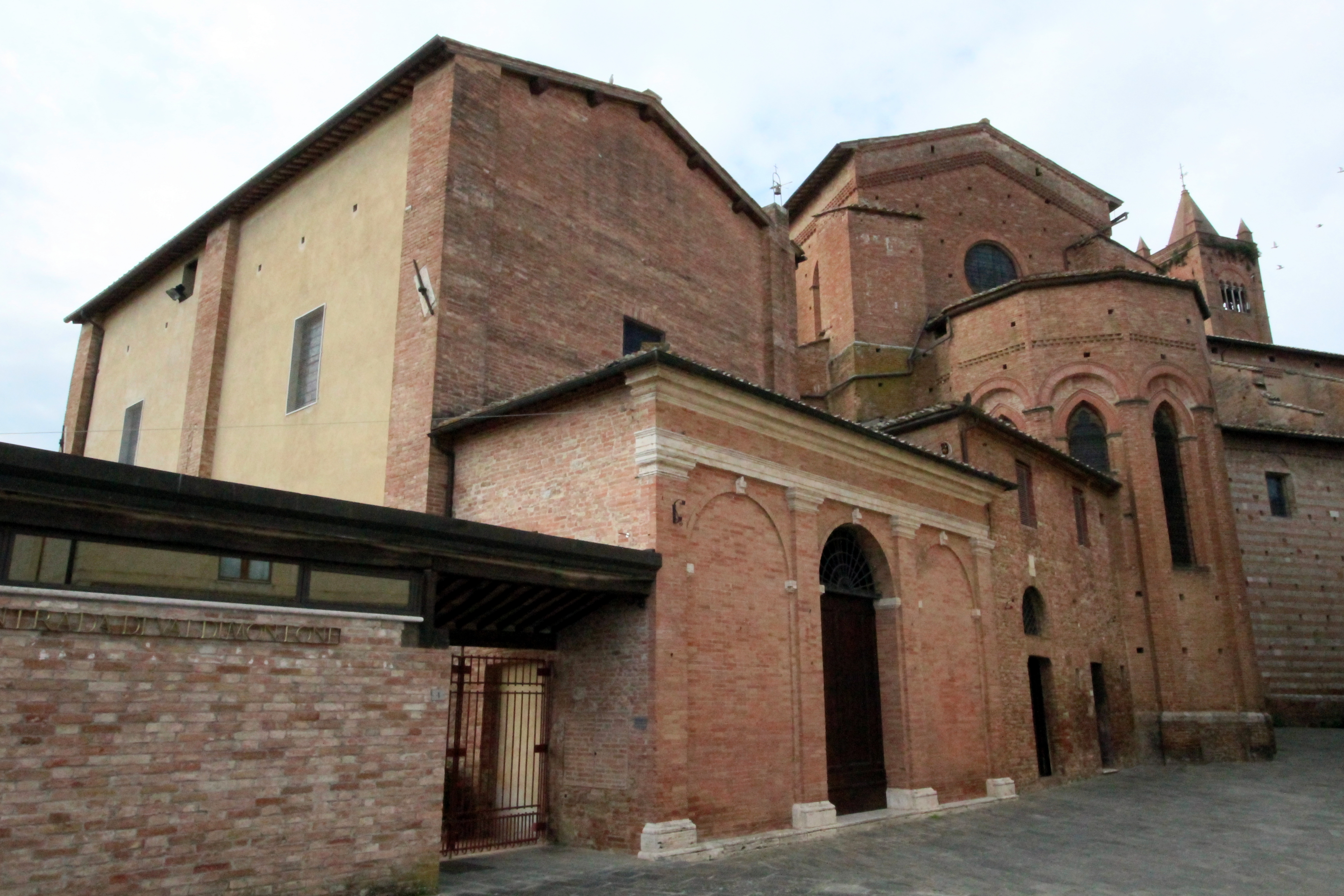
L'oratorio della Santissima Trinità e l'ingresso al museo della contrada
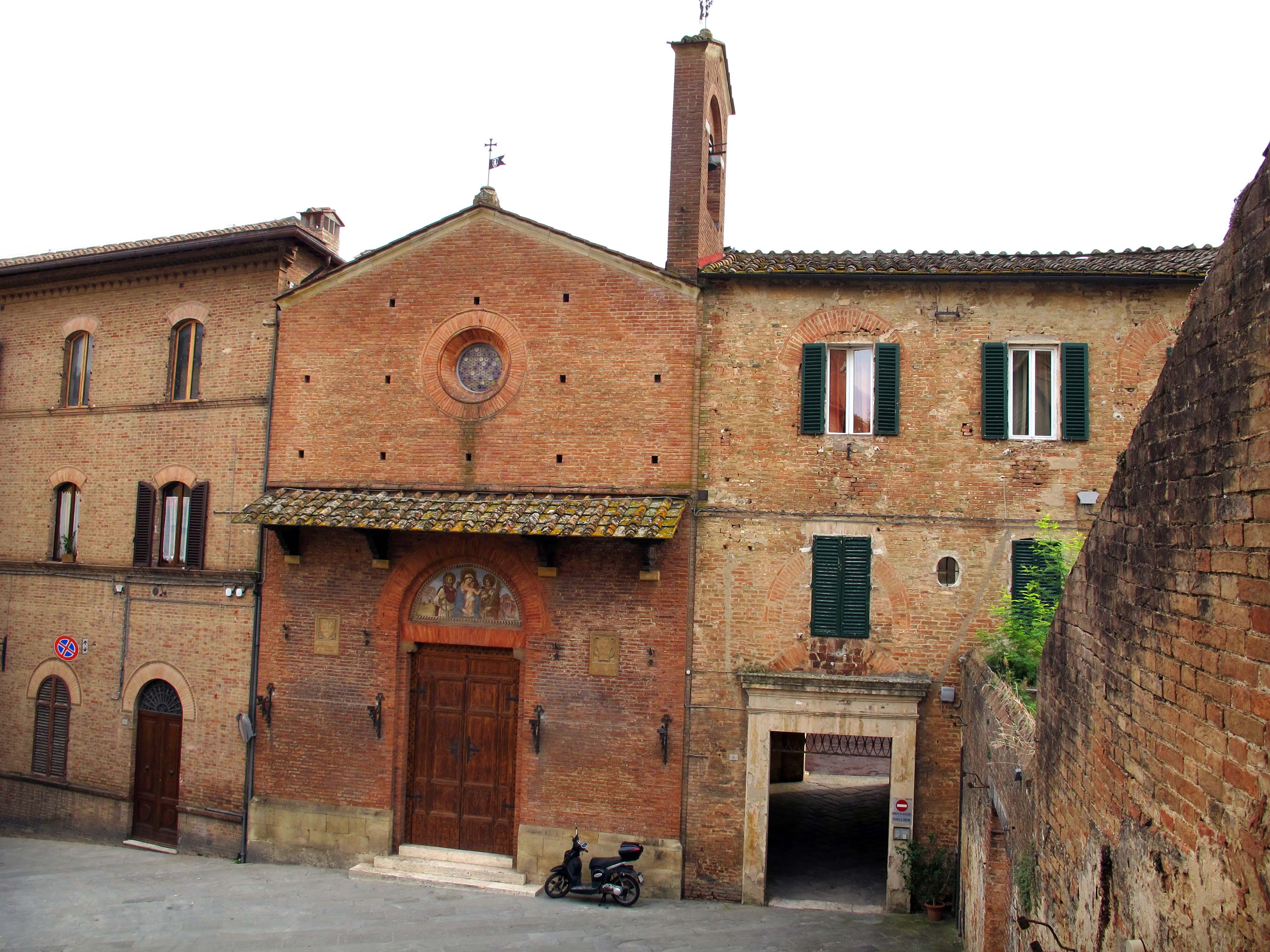
La chiesa di San Leonardo
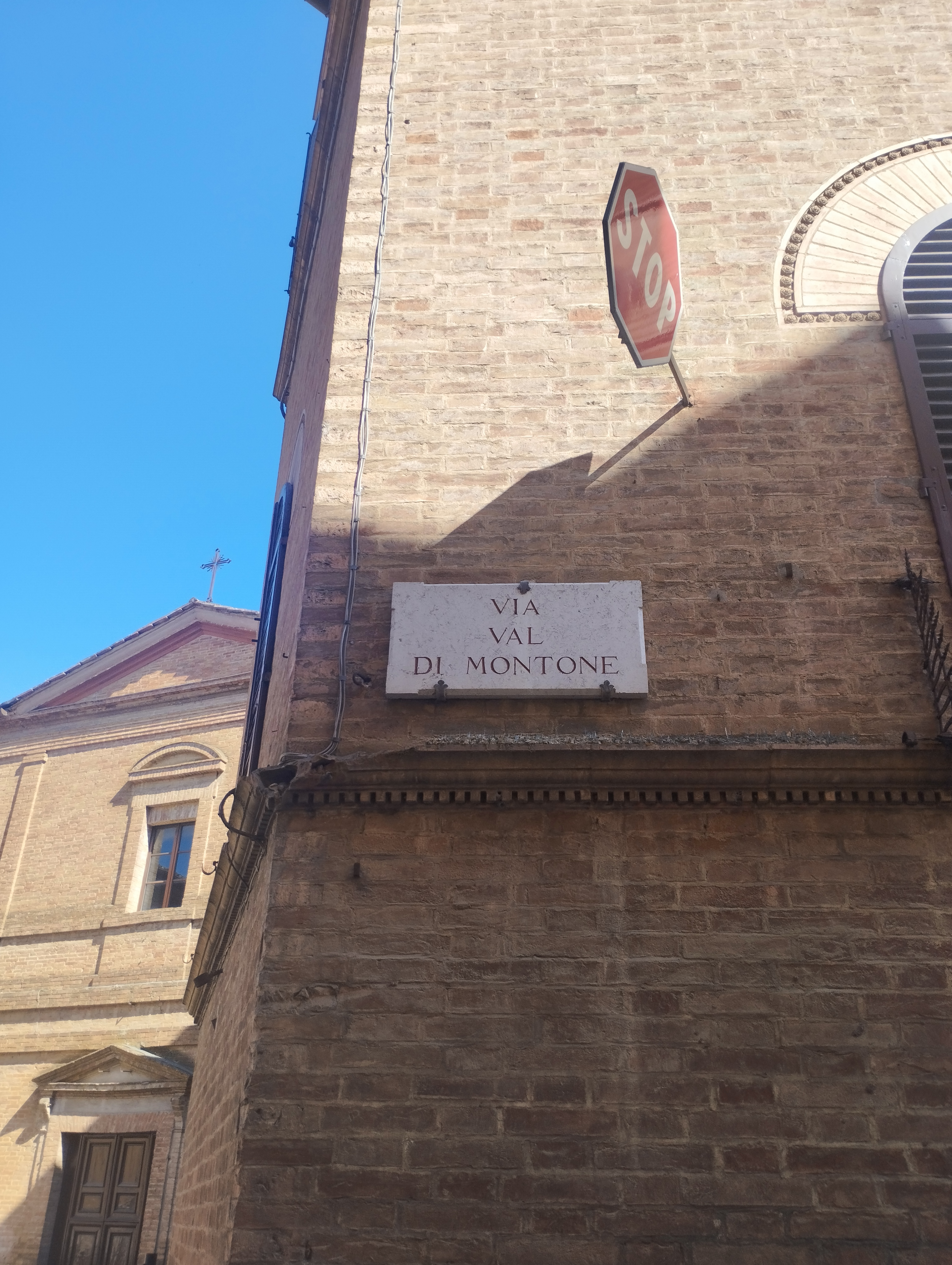
Cartello stradale